# Zubreczki Dávid
Zubreczki Dávid (?) tájgazdálkodási mérnök, újságíró, zenész, az Urbanista blog alapító szerzője, a Boogie Mamma együttes énekese.

## Élete
1999-ben tájgazdálkodási mérnöki diplomát szerzett Gödöllőn, a Szent István Egyetem Környezet- és Tájgazdálkodási Intézetében (diplomamunkájának címe: A városlakó ember kultúrökológiájáról). A Boogie Mamma zenekar énekes-frontembere, amellyel 2008-ig aktívan fellépett. Újságírással, gazdasági témájú cikkek szerkesztésével foglalkozik. 2009-től független bloggerként az Urbanista blog fő szerzője, amely tevékenységet 2014-től az Index.hu főállású munkatársaként végzi. 2010-től a Csibor zenekar énekese.
Tevékenységében hangsúlyos a Budapesttel, városfejlesztéssel, építészettel kapcsolatos kommunikáció. Időnként közreműködik e témákkal kapcsolatos díjkiosztókon zsűritagjaként, vagy a pályázók méltatójaként, emellett kiállításmegnyitók, háttérbeszélgetések gyakori meghívott előadója is.

## Főbb művei
- Nagyvárosi madárvédelem; BME OMIKK, Budapest, 2003 (Környezetvédelmi füzetek)
- Új utak a növényvédő szerek fejlesztésében; BME OMIKK, Budapest, 2003 (Környezetvédelmi füzetek)
- Ökoturizmus; Elgoscar-2000, Bp., 2005 (Környezetvédelmi füzetek)
- Tájépítész történetek, 1995–2020. 25 éves a Garten Studio; Garten Studio Kft., Budapest, 2020
- Templomséták Budapesten; fotó Gulyás Attila; Kedves László Könyvműhelye, Budapest, 2020
- Templomséták a Dunakanyarban; Kedves László Könyvműhelye, Budapest, 2021
- Templomséták a Balaton körül; Kedves László Könyvműhelye, Budapest, 2024

## Díjai, elismerései
- A Honi Művészetért Alapítvány Ezüst Ácsceruza díja (2019)[7]
- Csengery Antal-díj 2020[8]

## Családja
Elvált, két gyermeke van. Testvére, Judit, szintén újságíró.

## További információ
- Nekem az építészet példátlanul izgalmas világ. Octogon . (Hozzáférés: 2019. május 6.)
- Rejtett templomok, rajongott nyaralók – 5+1 könyv a balatoni építészetről (welovebalaton.hu, 2023. dec. 21.)